# ولاية شمال دارفور

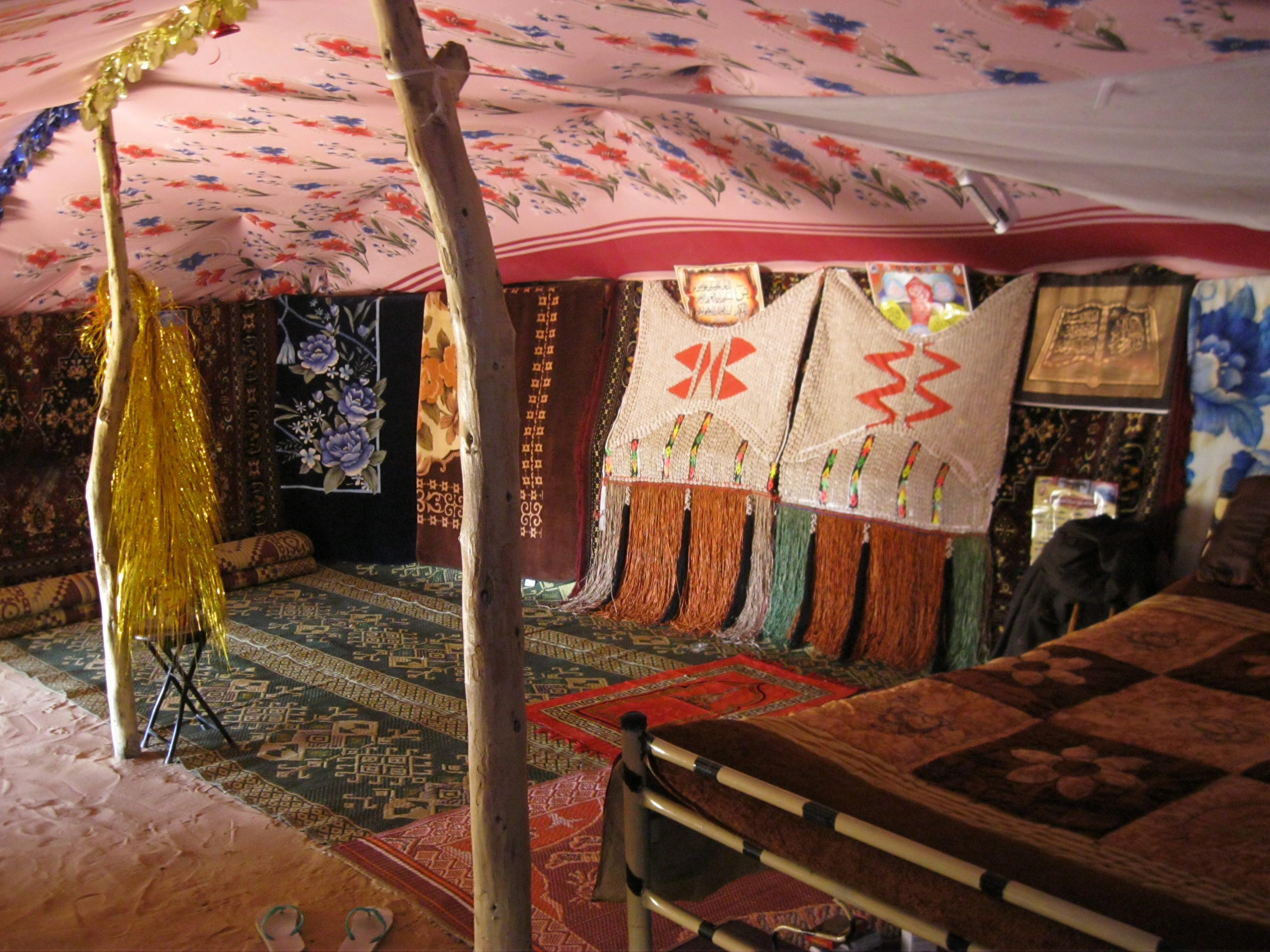
منزل لقبيلة المهرية بشمال دارفور

شمال دارفور هي ولاية سودانية تقع في غرب السودان عاصمتها مدينة الفاشر.

## الموقع
تقع ولاية شمال دارفور بين خطي عرض 12و20درجة شمال وخطي طول 24و27.6 درجة شرق وهي منطقه يسودها المناخ الحار شبه الجاف ومتوسط الأمطار السنوي فيها يتراوح بين 150 إلى 350ملم. مساحة ولاية شمال دارفور تبلغ 296الف كيلومتر مربع وهي تعادل 12% من مساحة السودان و57% من اجمالي مساحة دارفور الكبري وهي ذات تضاريس مختلفه، 65% من مساحة الولاية اراضي رملية و30% منها اراضي جبلية و5% منها اراضي طينية. ويقدر سكان ولاية شمال دارفور ب 2.113. 668 نسمة وترتبط أجزاء الولاية بطرق وعرة وغير معبدة عدا طريق الفاشر كبكابية وهو طريق معبد بردمية ترابية وطريق الفاشر نيالا بالردمية الترابية المتهالكة وهذه الطرق سالكة في كل المواسم أما بقية الطرق الرئيسية فهي طرق وعرة تعترضها الخيران والقيزان الرملية الصعبة.

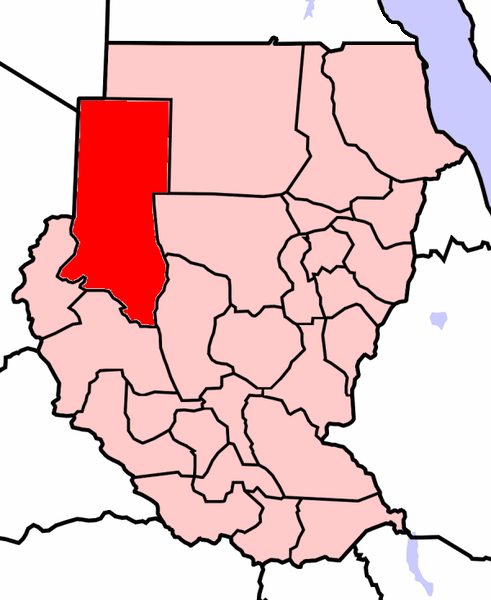

## أهم المدن
الفاشر، كتم، كبكابية، مليط، الطينة، كرنوي، الكومه ام كدادة، امبرو، الطويشة، اللعيت جار النبي، كلمندو، سرف عمرة، طويلة كورما،(الدميرة).
مناطق شمال دارفور :
| الفاشر     | الفاشر ، ريفي الفاشر ، دار السلام ، كورما |
| أم كدادة   | أم كدادة ، ريفي أم كدادة.                 |
| كتم        | كتم ، ريفي كتم                            |
| الواحة     |                                           |
| اللعيت     |                                           |
| كلمندو     |                                           |
| مليط       | مليط ، الصياح                             |
| الكومة     |                                           |
| المالحة    |                                           |
| دار السلام |                                           |
| كبكابية    | ريفي كبكابية ، جبل سي ، بني حسين          |
| سرف عمرة   |                                           |
| السريف     |                                           |
| الطينة     | الطينة                                    |
| امبرو      |                                           |
| كرنوي      |                                           |
| طويلة      |                                           |
| طويشة      |                                           |

## الجغرافية
تحتل ولاية شمال دافور أكثر من نصف مساحة الإقليم، وتبلغ 290.000 كيلو متر مربع يمتد في جزء منها سلسلة جبل مرة. يحدها من الشمال الولاية الشمالية ومن الشمال الشرقي ولاية شمال كردفان وليبيا من الشمال الغربي، ولاية غرب كردفان شرقاَ وولاية جنوب دارفور من الجنوب الشرقي، ولاية غرب دارفور وجمهورية تشاد غرباً.

شعار جامعة الفاشر

## التعليم
توجد في الولاية جامعة واحدة فقط وهي جامعة الفاشر. أما في مجال الصحة، فهنالك ثماني مستشفيات في المدن الرئيسية وخمسة عشر مركزاً صحياً، وعدد من الشفخانات وتنتشر فيها المستشفيات البيطرية.

## الاقتصاد
تمتلك الولاية ثروة حيوانية كبيرة يبلغ عددها:1.354.980 رأس. وتنتج محاصيل زراعية: كالدخن، الذرة، الفول السوداني، التبغ. وبها ثروة معدنية لم يتم استغلالها بعد.ويمتلك هذه الولاية اغني ارضي زراعيه في السودان هي كبكابيه وما يسمي بالنقرة عند اهلها وليست مبالغه انها مدينة بين الرياض والوديان الخضراء وارضها غنيه جدا بالمعادن والنفط

## وصلات خارجية
- إحصاءات ومعلومات عن شمال دارفور " مجلس وزراء السودان"